# Repubblica albanese
Repubblica albanese (in albanese Republika Shqiptare) fu il nome ufficiale della democrazia albanese istituita dalla Costituzione del 1925. L'Albania strinse un'alleanza con il Regno d'Italia dopo aver firmato i Trattati di Tirana, che diedero all'Italia il monopolio delle concessioni marittime e commerciali. L'Albania venne poi dichiarata monarchia costituzionale nel 1928. Al suo inizio, l'Italia chiese di essere alleata con la repubblica. Ciò venne fatto in gran parte per aumentare l'influenza dell'Italia nei Balcani e per aiutare la sicurezza italiana ed albanese nelle loro faide territoriali con la Seconda Repubblica ellenica e con il Regno di Jugoslavia.

## Storia
Dopo aver sconfitto il governo di Fan Noli, Ahmet Zog convocò il parlamento per trovare una soluzione per il principato senza corona di Albania. Il parlamento adottò rapidamente una nuova costituzione, proclamò l'Albania una repubblica e concesse a Zog poteri dittatoriali che gli consentirono di nominare e di revocare ministri, di porre il veto alla legislazione, di nominare tutto il personale amministrativo principale e di scegliere un terzo dei membri del Senato.
La nuova costituzione prevedeva una repubblica parlamentare, con un potente presidente che fungeva da capo di stato e di governo. Il 31 gennaio 1925 Zog venne eletto presidente per un periodo di sette anni dall'Assemblea nazionale, prima della sua proclamazione a re degli albanesi. Egli governò l'Albania utilizzando quattro governatori militari e nominò capiclan come ufficiali della riserva dell'esercito che vennero tenuti di guardia per proteggere il regime da minacce interne o straniere. Egli mantenne anche buoni rapporti con il regime fascista di Benito Mussolini in Italia e sostenne la politica estera italiana.
Si diceva che il regime di Zog fosse responsabile della scomparsa dei partiti di opposizione e delle libertà civili. Anche la stampa venne rigorosamente censurata durante il regime.
All'inizio del 1925 venne avviata una serie di riforme incentrate sull'economia, ma i risultati furono contrastanti. Alcune delle riforme includevano l'organizzazione di iniziative private nell'industria, nell'edilizia e nei trasporti. Nello stesso anno venne coniata la prima moneta albanese, la franga d'oro. Il capitale straniero venne introdotto come parte della politica ufficiale del governo di Zog I, ma lo scopo del suo regime era in realtà rafforzare il potere personale e arricchire i suoi sostenitori. Il capitale straniero, prestiti e altre forme, venne utilizzato come strumento per fornire reddito al regime e successivamente vennero utilizzati per superare le crisi economiche.
In questo periodo vennero create quattordici nuove società, con un capitale iniziale di 7,6 milioni di franchi d'oro, circa il 28% in più rispetto al capitale delle società nel periodo 1921-1924. Nel 1928 il numero delle imprese raggiunse il 127 e il capitale nazionale era sei volte maggiore rispetto al 1927, mentre l'economia cominciava a stabilizzarsi.
Nel 1925 venne creata la Banca Nazionale d'Albania, che ottenne concessioni da investitori italiani. Lo stato albanese aveva una quota del 49% della banca, mentre l'Italia aveva una quota del 51%. In queste condizioni, l'Italia guadagnò una posizione più forte in Albania. Durante il periodo 1925-1928, anche il governo albanese aumentò notevolmente i suoi costi.
Nel 1925 venne fondata la società SVEA (Società per lo sviluppo economico dell'Albania), che contribuì a facilitare un prestito all'Albania del valore di 50 milioni di franchi d'oro. Nel 1927, il prestito era stimato in 65 milioni di franchi d'oro. L'interesse annuo per questo prestito di 40 anni era del 7,5%. Gli importi dei rimborsi costituivano il 30%-40% del reddito dell'intero Paese.
Nel 1925, accordi tra agenzie finanziarie albanesi (come la SVEA) e gruppi finanziari italiani finanziarono il 96,4% dei progetti di costruzione di strade in Albania. Questi prestiti non erano esclusivamente per i bisogni economici immediati del paese, ma per creare le condizioni per un'ulteriore penetrazione di capitali stranieri nel paese. Anche le responsabilità dei dipartimenti governativi vennero rimescolate per aumentare la costruzione di strade.
Nel 1928, i feudi occupavano un'area di 200.000 ettari (100.000 erano feudi privati). Berat era la città con il maggior numero di feudi, con circa 36.000.
Le infrastrutture vennero mantenute male durante questo periodo. Le strade potevano trasportare solo veicoli più leggeri, mentre i ponti mal tenuti ostacolavano il trasporto automobilistico. Il trasporto marittimo venne condotto principalmente da compagnie straniere. Il trasporto aereo postale era gestito da italiani. Il commercio era l'elemento più importante dell'economia e durante questo periodo la circolazione delle merci crebbe. Materie prime e bestiame erano le principali esportazioni.
Molte aziende italiane, inglesi, francesi e americane iniziarono ad operare nel mercato albanese, aiutate da accordi commerciali o da investimenti diretti.
La posizione dell'Italia venne ulteriormente rafforzata dal Trattato sul commercio marittimo, che conferiva allo Stato lo status di "nazione più favorita". Ciò legalizzò il monopolio italiano sul commercio estero.

## La penetrazione italiana
In cambio dell'aiuto all'invasione di Zog, Belgrado si aspettava un rimborso sotto forma di territorio ed influenza a Tirana. Sebbene Zog avesse promesso concessioni alla frontiera di Belgrado prima dell'invasione, il leader albanese continuò ad insistere sulle rivendicazioni territoriali dell'Albania. Il 30 luglio 1925, le due nazioni firmarono un accordo che restituiva il Monastero di San Naum sul Lago di Ocrida, e altre terre di confine contese, alla Jugoslavia. La Jugoslavia, tuttavia, non raccolse mai i dividendi sperati quando investì su Zog. Egli evitò Belgrado e rivolse l'Albania verso l'Italia per protezione.
I sostenitori italiani dell'espansione territoriale in Albania si rafforzarono nell'ottobre 1922 quando Benito Mussolini prese il potere a Roma. I fascisti intrapresero un programma sfacciato volto a stabilire un nuovo impero romano nella regione mediterranea che rivaleggiasse con Gran Bretagna e Francia. Mussolini vedeva l'Albania come un punto d'appoggio nei Balcani, e dopo la guerra le grandi potenze riconobbero effettivamente un protettorato italiano sull'Albania.
Nel maggio 1925 l'Italia iniziò una penetrazione nella vita nazionale albanese che sarebbe culminata quattordici anni dopo con l'occupazione e l'annessione dell'Albania. Il primo grande passo in questo processo fu un accordo tra Roma e Tirana che permise all'Italia di sfruttare le risorse minerarie dell'Albania. Ben presto, il parlamento albanese acconsentì a consentire agli italiani di fondare la Banca Nazionale d'Albania, che fungeva da tesoreria albanese anche se la sua sede principale era a Roma, e le banche italiane la controllavano de facto. Gli albanesi concessero inoltre alle compagnie di navigazione italiane il monopolio del trasporto merci e passeggeri da e per l'Albania.
Alla fine del 1925, la Società per lo sviluppo economico dell'Albania, sostenuta dall'Italia, iniziò a prestare al governo albanese fondi a tassi di interesse elevati per progetti di trasporti, agricoltura e lavori pubblici, compreso il palazzo di Zog. Alla fine, i prestiti si rivelarono essere sussidi.
A metà del 1926, l'Italia decise di estendere la sua influenza politica in Albania, chiedendo a Tirana di riconoscere l'interesse speciale di Roma per l'Albania e di accettare istruttori italiani nell'esercito e nella polizia. Zog resistette fino a quando una rivolta nelle montagne settentrionali spinse il leader albanese a concludere il Primo Trattato di Tirana con gli italiani il 27 novembre 1926. Nel trattato, entrambi gli stati concordarono di non concludere accordi con altri stati che pregiudicassero i loro reciproci interessi. L'accordo, in effetti, garantiva la posizione politica di Zog in Albania, nonché l'integrità territoriale del Paese.
Nel novembre 1927 l'Albania e l'Italia stipularono un'alleanza difensiva, il Secondo Trattato di Tirana, che portò un generale ed una quarantina di ufficiali italiani ad addestrare l'esercito albanese. Gli esperti militari italiani iniziarono presto ad istruire gruppi giovanili paramilitari. Tirana consentì anche alla marina italiana l'accesso al porto di Valona e gli albanesi ricevettero grandi consegne di armamenti dall'Italia.